# Windows Driver Frameworks
Windows Driver Frameworks (WDF, voorheen Windows Driver Foundation) is een verzameling van hulpmiddelen en bibliotheken van Microsoft voor het ontwikkelen van apparaatstuurprogramma's voor Windows 2000 en latere versies.

## Beschrijving
WDF bestaat uit een Kernel-Mode Driver Framework (KMDF) en een User-Mode Driver Framework (UMDF), met als doel een hogere schaalbaarheid en vermindering van duplicaten. Dit model moet de ontwikkeling van stuurprogramma's vereenvoudigen ten opzichte van het complexe en door problemen geplaagde Windows Driver Model (WDM).
Er zijn drie typen WDF-stuurprogramma's:
- Kernel-Mode Driver Framework, voor standaard kernel-mode stuurprogramma's
- User-Mode Driver Framework (versie 1), voor stuurprogramma's in gebruikersmodus met een C++ COM-gebaseerde API
- User-Mode Driver Framework (versie 2), idem, maar met syntactische pariteit naar KMDF

## Versiegeschiedenis

### KMDF
- Versie 1.5, introductie: Windows Vista
- Versie 1.7, introductie: Windows Server 2008
- Versie 1.9, introductie: Windows 7
- Versie 1.11, introductie: Windows 8
- Versie 1.13, introductie: Windows 8.1
- Versie 1.15, introductie: Windows 10 (1507)
- Versie 1.19, introductie: Windows 10 (1607)
- Versie 1.21, introductie: Windows 10 (1703)
- Versie 1.25, introductie: Windows 10 (1803)
- Versie 1.29, introductie: Windows 10 (1903)
- Versie 1.31, introductie: Windows 10 (2004)

### UMDF
- Versie 1.5, introductie: Windows Vista
- Versie 1.7, introductie: Windows Server 2008
- Versie 1.9, introductie: Windows 7
- Versie 1.11, introductie: Windows 8
- Versie 2.0, introductie: Windows 8.1
- Versie 2.15, introductie: Windows 10 (1507)
- Versie 2.19, introductie: Windows 10 (1607)
- Versie 2.21, introductie: Windows 10 (1703)
- Versie 2.25, introductie: Windows 10 (1803)
- Versie 2.29, introductie: Windows 10 (1903)
- Versie 2.31, introductie: Windows 10 (2004)